# DTB Pokal Stuttgart 2024
A EnBW DTB Pokal Team Challenge and Mixed Cup 2024 foi uma competição de ginástica artística realizada de 15 a 17 de março de 2023 na Porsche-Arena em Stuttgart, Alemanha. O evento consiste em cinco competições separadas em três dias: uma competição Team Challenge (Desafio por Equipes) para homens e mulheres sêniores; um Team Challenge para homens e mulheres juvenis; e uma Mixed Team Cup (Copa Mista) que será disputada entre times sêniores mistos da Bélgica, China, Alemanha e Estados Unidos.

## Calendário
| Data                     | Sessão                                       | Horário     |
| ------------------------ | -------------------------------------------- | ----------- |
| Sexta-feira, 15 de março | Junior Team Challenge Men                    | 10:00–13:15 |
| Sexta-feira, 15 de março | Team Challenge Men                           | 16:00–19:45 |
| Sábado, 16 de março      | Junior Team Challenge Women                  | 10:00–12:30 |
| Sábado, 16 de março      | Team Challenge Women                         | 14:30–17:30 |
| Sábado, 16 de março      | Men's Apparatus Finals – Seniors & Juniors   | 18:30–21:45 |
| Domingo, 17 de março     | Women's Apparatus Finals – Seniors & Juniors | 10:00–12:15 |
| Domingo, 17 de março     | Mixed Cup                                    | 14:30–17:15 |

## Medalhistas

### Sênior
| Evento              | Ouro                                                                                                  | Prata                                                                                                  | Bronze |
| ------------------- | --- | --- | --- |
| Team Challenge      | | | |
| Masculino           | | | |
| Equipes             | Estados Unidos · Cameron Bock · Riley Loos · Yul Moldauer · Curran Phillips · Shane Wiskus            | Itália · Yumin Abbadini · Lorenzo Minh Casali · Matteo Levantesi · Marco Fortuna · Gianmatteo Centazzo | China · Lan Xingyu · Shi Cong · Sun Wei · Yang Jixaing · Su Weide                                             |
| Solo                | Matteo Noe Giubellini                                                                                 | Pascal Brendel                                                                                         | Yumin Abbadini                                                                                                |
| Cavalo com Alças    | Matteo Noe Giubellini                                                                                 | Edoardo De Rosa                                                                                        | Nils Dunkel                                                                                                   |
| Argolas             | Lan Xingyu                                                                                            | Glen Cuyle                                                                                             | Félix Dolci                                                                                                   |
| Salto               | Florian Langenegger                                                                                   | Predefinição:Country data SPA Unai Baigorri Alonso                                                     | Nicolas Diez                                                                                                  |
| Barras Paralelas    | Curran Phillips                                                                                       | Félix Dolci                                                                                            | Matteo Noe Giubellini                                                                                         |
| Barra Fixa          | Noah Kuavita                                                                                          | Yumin Abbadini                                                                                         | Shi Cong |
| Feminino            | | | |
| Equipes             | China · Qiu Qiyuan · Wu Ran · Zhang Jin · Zhang Xinyi · Zhou Yaqin                                    | Austrália · Georgia Godwin · Kate McDonald · Ruby Pass · Breanna Scott · Emily Whitehead               | França · Maeva Guery · Lucie Henna · Djenna Laroui · Lana Pondart · Lilou Viallat                             |
| Salto               | Gabrielle Black                                                                                       | Marlene Gotthardt                                                                                      | Miruna Valentina Botez                                                                                        |
| Barras Assimétricas | Qiu Qiyuan                                                                                            | Kate McDonald                                                                                          | Frida Rodriguez-Cabonavarro                                                                                   |
| Trave               | Qiu Qiyuan                                                                                            | Georgia Godwin                                                                                         | Marlene Gotthardt                                                                                             |
| Solo                | Georgia Godwin                                                                                        | Alba Petisco San Fulgencio                                                                             | Miruna Valentina Botez                                                                                        |
| Mixed Cup           | | | |
| Equipes             | Estados Unidos · Kai Uemura · Fuzzy Benas · Nola Matthews · Addison Fatta · Dulcy Caylor · Riley Loos | China · Wu Ran · Zhang Jin · Zhang Xinyi · Lan Xingyu · Shi Cong · Sun Wei                             | Alemanha · Milan Hosseini · Meolie Jauch · Pascal Brendel · Timo Eder · Karina Schönmaier · Marlene Goddhardt |

### Juvenil
| Evento              | Ouro                                                                                           | Prata                                                                                           | Bronze                                                                                             |
| Masculino           | Masculino                                                                                      | Masculino                                                                                       | Masculino                                                                                          |
| ------------------- | ---------------------------------------------------------------------------------------------- | ----------------------------------------------------------------------------------------------- | -------------------------------------------------------------------------------------------------- |
| Equipes             | Estados Unidos · Sasha Bogonosiuk · Kiran Mandava · Nathan Roman · Adam Lakomy · Hasan Aydogdu | Itália · Tommaso Brugnami · Gabriele Louis Lupo · Pietro Mazzola · Ivan Rigon · Simone Speranza | França · Elias Breche · Nathan Camilleri · Anthony Mansard · Alan Moullec · Leeroy Traore Malattre |
| Solo                | Tommaso Brugnami                                                                               | Alperen Ege Avci                                                                                | Oleksandr Bogonosiuk                                                                               |
| Cavalo com Alças    | Ritam Malik                                                                                    | Alfred Schwaiger                                                                                | Kiran Mandava                                                                                      |
| Argolas             | Adam Lakomy                                                                                    | Anthony Mansard                                                                                 | Vincent Landpointner                                                                               |
| Salto               | Tommaso Brugnami                                                                               | Predefinição:Country data SPA Sergio Kovacs Molcut                                              | Adam Lakomy                                                                                        |
| Barras Paralelas    | Anthony Mansard                                                                                | Jonas Eder                                                                                      | Kiran Mandava                                                                                      |
| Barra Fixa          | Anthony Mansard                                                                                | Taiki Kakutani                                                                                  | Adam Lakomy                                                                                        |
| Feminino            |                                                                                                |                                                                                                 | |
| Equipes             | França · Noélie Ayuso · Lola Chassat · Astria Nelo · Romane Hamelin · Maiana Prat              | Japão · Asumi Morishita · Misa Nishiyama · Remi Watanabe ·                                      | Alemanha · Lara Baumgartl · Aliya-Jolie Funk · Madita Mayr · Michaela Mühlhofer · Charleen Pach    |
| Salto               | Alexia Elena Blanaru                                                                           | Asumi Morishita                                                                                 | Lia Redick                                                                                         |
| Barras Assimétricas | Lola Chassat                                                                                   | Marcela Cercea                                                                                  | Sien Ghekiere                                                                                      |
| Trave               | Asumi Morishita                                                                                | Samantha Couture                                                                                | Maiana Prat                                                                                        |
| Solo                | Maiana Prat                                                                                    | Stella Letendre                                                                                 | Charleen Pach                                                                                      |

## Participantes
| País           | Women Senior Team Challenge | Men Senior Team Challenge | Women Junior Team Challenge | Men Junior Team Challenge | Mixed Cup |
| -------------- | --------------------------- | ------------------------- | --------------------------- | ------------------------- | --------- |
| Alemanha       | Sim                         | Sim                       | Sim                         | Sim                       | Sim       |
| Austrália      | Sim                         | Sim                       | Não                         | Sim                       | Não       |
| Áustria        | Sim                         | Não                       | Sim                         | Sim                       | Não       |
| Bélgica        | Sim                         | Sim                       | Sim                         | Sim                       | Sim       |
| Canadá         | Sim                         | Sim                       | Sim                         | Não                       | Não       |
| China          | Sim                         | Sim                       | Não                         | Não                       | Sim       |
| Espanha        | Sim                         | Sim                       | Não                         | Sim                       | Não       |
| Estados Unidos | Não                         | Sim                       | Não                         | Sim                       | Sim       |
| França         | Sim                         | Sim                       | Sim                         | Sim                       | Não       |
| Israel         | Sim                         | Sim                       | Não                         | Sim                       | Não       |
| Itália         | Não                         | Sim                       | Não                         | Sim                       | Não       |
| Japão          | Não                         | Sim                       | Sim                         | Sim                       | Não       |
| Países Baixos  | Não                         | Não                       | Não                         | Sim                       | Não       |
| Roménia        | Sim                         | Não                       | Sim                         | Sim                       | Não       |
| Suécia         | Não                         | Não                       | Não                         | Não                       | Não       |
| Suíça          | Não                         | Sim                       | Não                         | Sim                       | Não       |
| Turquia        | Não                         | Não                       | Sim                         | Sim                       | Não       |
| Uzbequistão    | Não                         | Sim                       | Não                         | Não                       | Não       |
| Total          | 10                          | 13                        | 8                           | 14                        | 4         |